# Kreuzbühl (Selbitz)
Kreuzbühl (früher auch Kreuzhaus genannt) ist ein Gemeindeteil der Stadt Selbitz im Landkreis Hof (Oberfranken, Bayern). Kreuzbühl liegt in der Gemarkung Selbitz.

## Geografie
Bei der Einöde entspringt ein namenloser linker Zufluss der Selbitz. Die Kreisstraße HO 33 führt nach Selbitz zur Staatsstraße 2195 (1,7 km nordöstlich) bzw. nach Marlesreuth zur Staatsstraße 2158 (2,8 km westlich). Eine Gemeindeverbindungsstraße führt nach Weidesgrün zur St 2195 (1,2 km südöstlich).

## Geschichte
In der Bayerischen Uraufnahme ist das Anwesen als Haus Nr. 186 verzeichnet. Einen Ortsnamen gab es zu diesem Zeitpunkt noch nicht. Infolge des Ersten Gemeindeedikts wurde Kreuzbühl dem 1812 gebildeten Steuerdistrikt Selbitz und der zugleich entstandenen Munizipalgemeinde Selbitz zugewiesen.

### Einwohnerentwicklung
| Jahr      | 001861 | 001871 | 001885 | 001900 | 001925 | 001950 | 001961 | 001970 | 001987 |
| Einwohner | 11     | 5      | 9      | 3      | 6      | 5      | 6      | 4      | 3      |
| Häuser    |        |        | 1      | 1      | 1      | 1      | 1      |        | 1      |
| Quelle    | [ 2 ]  | [ 9 ]  | [ 10 ] | [ 11 ] | [ 12 ] | [ 13 ] | [ 14 ] | [ 15 ] | [ 1 ]  |

## Religion
Kreuzbühl ist evangelisch-lutherisch geprägt und bis heute nach Selbitz gepfarrt.